# Nikon Coolpix P7000
Le Nikon Coolpix P7000 est un appareil photographique numérique de type compact de la série Nikon Coolpix fabriqué par Nikon. Il est disponible depuis l'été 2010 et est commercialisé à sa date de sortie aux environs de 500 euros TTC.

## Description
Matériel haut de gamme, l'appareil possède une définition de 10,1 mégapixels, un zoom optique de 7,1× et mesure 114,2 × 77,0 × 44,8 mm.
Il est équipé d'un système de stabilisation optique par déplacement de lentilles "VR" (Vibration Reduction) qui permet de supprimer le flou de bougé pendant l’enregistrement de clips vidéo ou d'image et d'un sélecteur de mode d'exposition P, S, A et M.
En mode manuel (M), la durée maximale de pose est de 60 secondes. Il possède également un filtre ND intégré ainsi qu'un horizon virtuel (afin de la maintenir bien droit lors de la prise de vue).
Les vidéos sont enregistrées au format H.264 compilées dans un fichier MOV.
Son automatisme gère 15 modes Scène pré-programmés afin de faciliter les prises de vues (portrait, portrait de nuit, sport, paysage, fête/intérieur, plage/neige, coucher de soleil, feux d’artifice, nocturne, macro, musée, aurore/crépuscule, reproduction, contre-jour, panorama assisté).
L’ajustement de l'exposition est possible dans une fourchette de ± 9.0 par paliers de 0,3 EV.
La balance des blancs se fait de manière automatique, mais également semi-manuelle avec quelques options pré-réglées (lumière du jour, lumière incandescent, nuageux, éclair, divers tubes fluorescents ainsi que la prédéfinition).
Il est équipé d'une fonction "AF Priorité visage" qui permet d'avoir des portraits d'une bonne luminosité puisque l'appareil détecte les visages et réalise la mise au point dessus.
La fonction "BSS" (Best Shot Selector) sélectionne parmi dix prises de vues successives, l'image la mieux exposée et l'enregistre automatiquement.
L'appareil est équipé d'une griffe porte accessoires synchronisée (flash additionnel ou autre) et possède quelques convertisseurs optiques. Le P7000 corrige automatiquement les distorsions provoquées par l'objectif.
Son flash incorporé a une portée effective de 0,3 à 8 m en grand-angle et de 0,3 à 4 m en téléobjectif et dispose de la fonction atténuation des yeux rouges.

## Caractéristiques
- Capteur CCD 1/1,7 pouce avec filtre RVB - 10,1 millions de pixels
- Zoom optique : 7,1 stabilisé - Zoom numérique : 4×
  - Ouverture maximale de l'objectif : f/2.8 - 5.6
  - Focale de l'objectif  6 - 42,6 mm
  - Focale équivalente en 24x36 	   28 - 200 mm
  - Distance mise au point mini 50 cm (Gd angle), 80 cm (Télé)
  - Distance mise au point macro 2 cm (Gd angle)
  - Composition optique : 11 lentilles en 9 groupes dont 2 lentilles en verre ED et 4 lentilles asphériques
- Sensibilité ISO  100 - 3200
- Mémoire interne  79 Mo
- Support de stockage : cartes SD, SDHC, SDXC
- Format de fichier images JPEG, RAW
- Écran LCD 3"
- Flash intégré multimodes
- Synchro flash externe 	           Non
- Enregistrement Vidéo :           
  - Format MOV codec H.264
  - Résolution Vidéo HD : 1280 × 720 (720p) 24 i/s ; SD : VGA 640 × 480 30 i/s ; QVGA 320 × 240 30 i/s
  - Enregistrement audio au format WAV
- Boîtier tropicalisé 	           Non
- Impression directe : Compatibilité PictBridge
- Compatible DPOF
- Interface(s) : USB 2.0, mini HDMI
- Alimentation : batterie Li-ion EN-EL14 (1030 mAh) ; autonomie : 350 vues (selon standard CIPA)
- Logiciels fournis sur CD-ROM 	   ViewNX2
- Caractéristiques complémentaires : Détection de mouvement ; Sélecteur de meilleure image BSS ; Fonction avancée AF: priorité visage (12 visages max.) ; Mode auto choisi le mode scène approprié (6) ; 18 Modes prédéfinis; Correction numérique automatique des yeux rouges ; détection des yeux fermés.
- Dimensions (l x p x h) : 114 × 45 × 77 mm
- Poids net : 355 g